# تاريخ الخيال العلمي

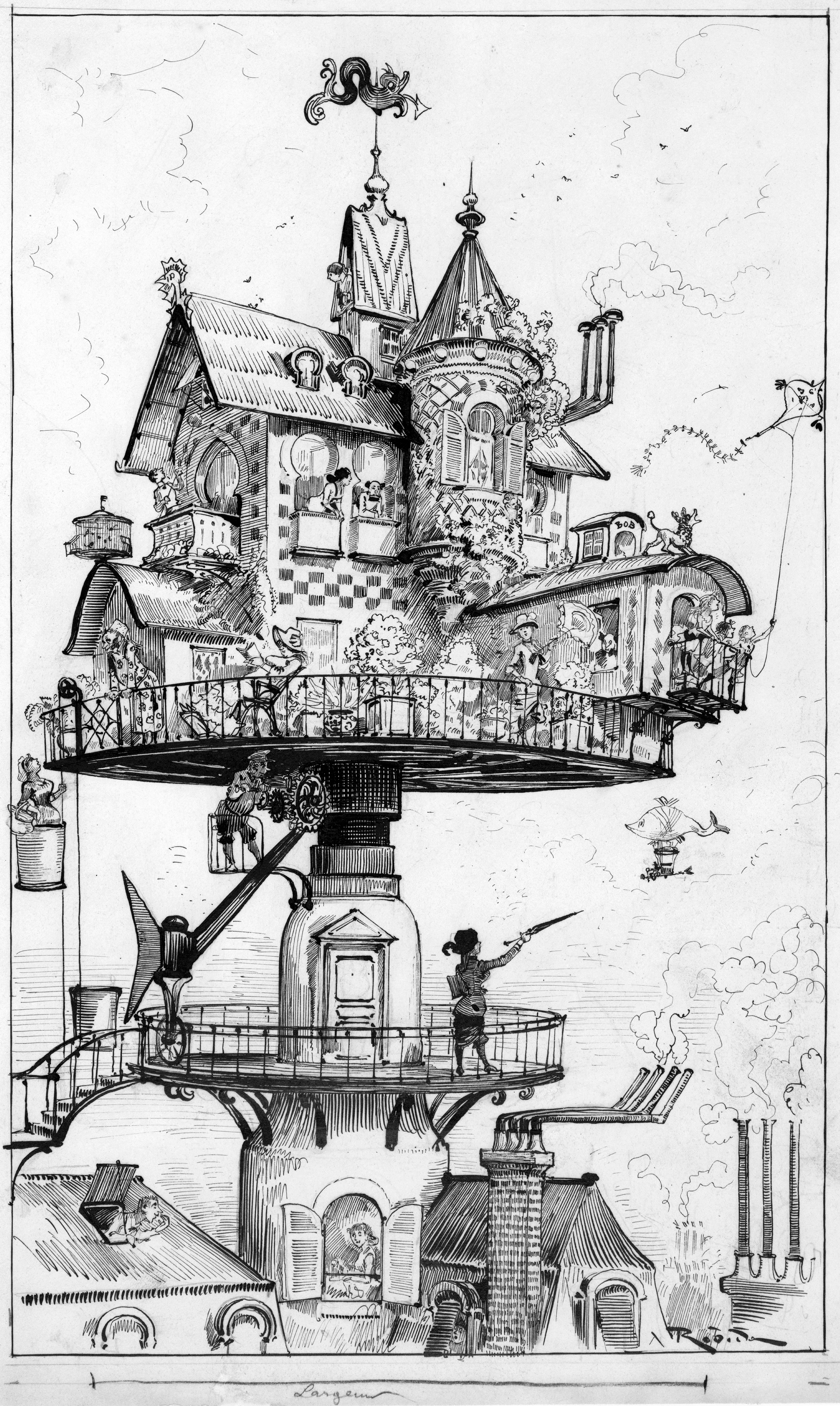

يُعَدّ الخيال العلمي صنفًا أدبيًا متنوعًا، وما زالت مسألة تعريفه الدقيق مطروحة بين علماء هذا النوع وهواته. وينعكس هذا النقص في الإجماع على النقاشات حول تاريخ النوع، وخصوصًا حول تحديد أصوله بدقة، إذ توجد مدرستان، إحداهما ترجع أصل هذا النوع إلى الأعمال الخيالية المبكرة، مثل ملحمة جلجامش السومرية (سنة 2150 ق.م). أما الثانية فتجادل بأن الخيال العلمي ظهر في الفترة بين القرنين السابع عشر والتاسع عشر، تزامنًا مع الثورة العلمية والاكتشافات الرئيسية في علوم الفلك والفيزياء والرياضيات.
بعيدًا عن مسألة الأصول العميقة، فقد تطور الخيال العلمي وازدهر في القرن العشرين، إذ شجع الاندماج العميق للعلوم والاختراعات في الحياة اليومية على زيادة الاهتمام بالأدب الذي يستكشف بدوره العلاقة بين التكنولوجيا والمجتمع والفرد. يصف الباحث روبرت سكولز تاريخ الخيال العلمي بأنه «تاريخ المواقف البشرية المتغيرة تجاه المكان والزمان، وتاريخ فهمنا المتزايد للكون وموقع جنسنا من هذا الكون». وفي العقود الأخيرة، تنوع هذا النوع وأصبح راسخًا بوصفه مؤثرًا رئيسيًا في الثقافة والفكر العالمي.

## الخيال العلمي المبكر
توجد العديد من النصوص القديمة أو الحديثة المبكرة، تتضمن العديد من الملاحم والقصائد الرائعة، التي تتضمن عناصر خيالية أو خيال علمي، لكنها كُتبت قبل تحديد الخيال العلمي بوصفه نوعًا مميزًا. تتضمن هذه النصوص غالبًا عناصر مثل رحلة خيالية إلى القمر أو استخدام تقنية خيالية متقدمة. رغم وجود عناصر وصور تشبه الخيال العلمي مثل (التحولات أوفيد- سنة 8م)، والقصيدة الإنكليزية البطولية الملحمية القديمة بيوولف (8 -11م)، وقصيدة الملحمة الألمانية الوسطى نيبلونجنليد (1230)، فإن افتقار تلك الأعمال إلى مبادئ العلم والتكنولوجيا تضعها في مكانة أقرب إلى الخيال، لا الخيال العلمي.
أحد أقدم النصوص وأشهرها بين الباحثين عن النماذج المبكرة لأدب الخيال العلمي هي ملحمة جلجامش في بلاد ما بين النهرين، التي ظهرت لأول مرة نحو عام 2000 قبل الميلاد. أيد مؤلف الخيال العلمي الأمريكي ليستير دل ري اعتبار ملحمة جلجامش نقطة انطلاق، على أساس أن الخيال العلمي أقدم بكثير من الخيال الأول المسجل. وجادل كاتب الخيال العلمي الفرنسي بيير فيرسنس بأن ملحمة جلجامش كانت أول عمل في الأدب الخيالي يتعامل مع مسألة بحث العقل البشري عن الخلود. إضافةً إلى ذلك، تتميز ملحمة جلجامش بمشهد للفيضان يشبه إلى حد ما الخيال العلمي في حالة نهاية العالم. ومع ذلك، فإن الافتقار إلى العلم أو التكنولوجيا الصريحة في العمل قد دفع البعض إلى القول بأنه من الأفضل تصنيفها أدبًا خياليًا.
يتضمن الشعر الهندي القديم مثل ملحمة رامايانا آلات طيران تُسمى فيمانا، تستطيع السفر إلى الفضاء أو تحت الماء (القرن الرابع والخامس قبل الميلاد)، وتدمير مدن بأكملها باستخدام أسلحة متطورة. ففي الكتاب الأول من مجموعة ريجفيدا من التراتيل السنسكريتية (1100-1700ق.م)، يوجد وصف للطيور الميكانيكية التي شوهدت تقفز إلى السماء بسرعة ودربة مستخدمةً النار والماء. وتحتوي 12 عمودًا، وعجلة واحدة، و3 ماكينات، و300 محور، و60 آلة. وتتضمن الملحمة الأسطورية الهندوسية القديمة مهابهاراتا (القرن الثامن والتاسع قبل الميلاد) قصة الملك كاكودمي الذي يسافر إلى الجنة لمقابلة الإلهة براهما، وقد صُدم لمعرفة أن زمن طويل قد مر عند عودته إلى الأرض، ما يشير إلى مفهوم السفر عبر الزمن.
للكاتب المسرحي اليوناني القديم أريستوفان العديد من الأعمال التي تتضمن عناصر قد ترتبط غالبًا بالرحلة الخيالية، متضمنةً السفر في الفضاء إلى عالم آخر. مثل كتابه السحب (423 ق.م)، الطيور (414 ق.م) والسلام.
أحد النصوص التي يُستشهد بها تكرارًا كتاب قصص حقيقية للكاتب اليوناني لوقيان من القرن الثاني، الذي يستخدم رحلة إلى الفضاء الخارجي ومحادثات مع أشكال الحياة الغريبة لمناقشة استخدام المبالغة في أدب السفر والمناقشات. وتشمل موضوعات الخيال العلمي النموذجي السفر إلى الفضاء الخارجي، ومواجهة أشكال الحياة الغريبة، والحرب بين الكواكب والإمبريالية الكوكبية، وفكرة العمالقة، وعوالم تتضمن قوانين فيزيائية بديلة، والرغبة الواضحة لبطل الرواية في الاستكشاف والمغامرة.
يجادل مؤلفون آخرون بأن هذا أحد أقدم الأمثلة -إن لم يكن الأقدم- على الخيال العلمي. ومع ذلك، نظرًا إلى أن النص كان ساخرًا بإفراط، اختلف نقاد آخرون حول تصنيفه. مثلًا كتب الناقد الإنكليزي كينجسلي أميس أنه: «لا يكاد يكون خيالًا علميًا، لأنه يعتمد على الإسراف في البذخ من أجل التأثير الهزلي». لكنه عاد ليقول إنه بمقارنته بأوبرا الفضاء في القرن العشرين: «لاحظت أن تطور التاريخ الحقيقي يجعل الناس تقرأه كأنه مزحة على حساب كل الخيال العلمي المبكر، الذي كُتب بين 1910 و1940». مترجم أعمال لوسيان (بريان ريردون) كان أكثر وضوحًا، إذ وصف العمل بأنه سرد لرحلة خيالية إلى القمر، أو العالم السفلي، أو بطن الحوت، فهذا النوع لا يصنف بأنه خيال علمي، رغم وصفه أحيانًا بخلو محتواه من العلم.
تتضمن الحكاية اليابانية المبكرة أوراشيما تارو السفر إلى المستقبل البعيد، ووُصفت لأول مرة في نيهونغ (720). وتدور أحداثها حول صياد شاب يُدعى أوراشيما تارو، يزور قصرًا تحت البحر ويبقى هناك ثلاثة أيام. وبعد عودته إلى قريته، يجد أن 300 عام قد مرت، وأنه نُسيَ منذ زمن طويل، وتهدم منزله وماتت عائلته. وتُعَد قصة حكاية حطاب الخيزران اليابانية من القرن العاشر خيال علمي بدائي. بطلة القصة هي أميرة من القمر تُرسَل إلى الأرض بحثًا عن الأمان خلال حرب سماوية، وتعثر عليها قاطعة خيزران يابانية وتربيها، وتعيدها عائلتها الحقيقية لاحقًا إلى القمر.